# Кутеней (национальный лес)
Кутеней (англ. Kootenai National Forest) — национальный лес на северо-западе штата Монтана и северо-востоке штата Айдахо, США. Расположен вдоль границы с Канадой. 95 % территории леса расположены в округе Линкольн (Монтана); в пределах штата Айдахо находятся лишь менее 3 % территории. Общая площадь леса составляет 9000 км². Штаб-квартира располагается в городе Либби, округ Линкольн, штат Монтана. Высшая точка леса — пик Сноушу, высота которого составляет 2700 м. Через лес проходит Тихоокеанская северо-западная пешеходная тропа; на территории леса Кутеней находится участок тропы протяжённостью около 90 миль.
Основные реки на территории национального леса — Кутеней и Кларк-Форк. Другие реки включают Як, Фишер, Тобакко и Вермеллион. В границах леса на реке Кутеней расположена плотина Либби, выше которой находится крупное водохранилище Кукануса, которое имеет протяжённость более 145 км и простирается далеко на север, на территорию Британской Колумбии.